# توران بایراموف
توران بایراموف (به انگلیسی: Turan Bayramov؛ زادهٔ ۱۱ ژانویهٔ ۲۰۰۱) یک کشتی‌گیر آزادکار اهل کشور جمهوری آذربایجان است. وی سابقه حضور در المپیک ۲۰۲۰ توکیو و المپیک ۲۰۲۴ پاریس را دارد.